# Адоні Дзола
Адоні Дзола (італ. Adone Zoli; 16 грудня 1887, Чезена — 20 лютого 1960, Рим) — італійський юрист і політик (до фашистської диктатури — Народна партія, після — ХДП), в 1951—1953 рр. міністр юстиції, в 1956 р міністр фінансів, в 1956—1957 рр. міністр бюджету, в 1957—1958 рр. Голова Ради міністрів Італії.